# Alexander Sánchez
Alexander Gustavo Sánchez Reyes (ur. 6 czerwca 1984 w Limie) – peruwiański piłkarz występujący na pozycji pomocnika, reprezentant Peru w latach 2006–2009.

## Kariera klubowa
Karierę seniorską rozpoczął w 2002 roku. Jego pierwszym klubem w zawodowej karierze była Alianza Lima. W tym klubie grał przez 4 lata. W tym czasie rozegrał tam 39 spotkań i strzelił 2 gole. Z tym klubem zdobył również 2 razy mistrzostwo Peru. W roku 2006 został wypożyczony do José Gálvez FBC. W tym klubie spędził rok i w tym czasie rozegrał tam 30 spotkań, strzelając przy tym 4 gole. W 2007 roku powrócił do Alianzy, gdzie grał do wiosny. W tym czasie rozegrał 10 spotkań i zdobył 1 bramkę. Jesienią 2007 podpisał kontrakt z wicemistrzem Polski GKS Bełchatów. W polskiej ekstraklasie rozegrał 5 spotkań (nie rozegrał żadnego meczu w pełnym wymiarze czasowym i ani razu nie wyszedł w podstawowej jedenastce GKS-u). W 2008 roku był wypożyczony do CD Universidad San Martín de Porres, a od lata tamtego roku był piłkarzem Alianzy.

## Kariera reprezentacyjna
W latach 2006–2009 rozegrał 12 spotkań w reprezentacji Peru.

## Sukcesy
Alianza Lima
- mistrzostwo Peru: 2003, 2004